# هوخفینسلر
هوخفینسلر (به لاتین: Hochfinsler) یک کوه در سوئیس است که در کانتون سنت گالن واقع شده‌است. هوخفینسلر ۲٬۴۲۳ متر بالاتر از سطح دریا واقع شده‌است.